# Don’t Worry, Be Happy
«Don’t Worry, Be Happy» (с англ. — «Не беспокойся, будь счастлив») — песня американского музыканта Бобби Макферрина. Выпущенная в сентябре 1988 года, стала первой акапельной композицией, поднявшейся на высшую строчку в чарте Billboard Hot 100, которую она удерживала две недели. В британском чарте UK Singles Chart песня продержалась пять недель и достигла второй строчки. На церемонии Грэмми 1989 года «Don’t Worry Be Happy» была названа «песней года», «записью года», а Бобби Макферрин победил в номинации «лучшее мужское вокальное поп-исполнение». Названием песни послужило изречение индийского философа и мистика Мехер Баба.
Песня сочетает в себе стилистику джаза и регги. Был снят клип, в котором кроме Макферрина задействованы Робин Уильямс и Билл Ирвин. Запись песни сделана таким образом, что под вокал Макферрина подложена «инструментальная» часть — разные звуки, издаваемые им же. В результате создается эффект инструментального сопровождения, хотя на самом деле во время исполнения песни не звучит ни один музыкальный инструмент.
«Don’t Worry, Be Happy» занимает 31-ю позицию в рейтинге лучших песен 1980-х годов (100 Greatest One Hit Wonders of the 80s VH1). В 2011 году песня заняла седьмое место в списке худших песен 1980-х годов, по результатам опроса, проведённого журналом Rolling Stone среди своих читателей.

## История

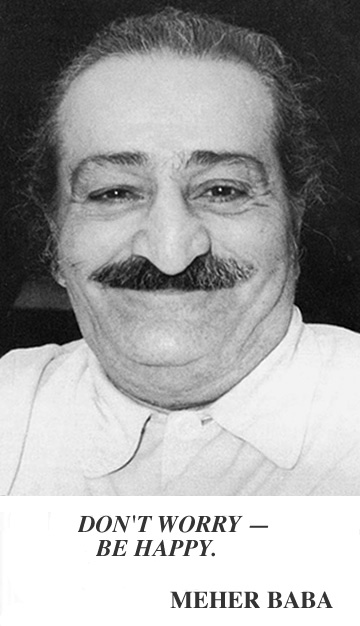
Карта «Don’t Worry Be Happy» 1966 года

Индийский мистик и философ Мехер Баба (1894—1969) часто телеграфировал фразу «Не беспокойся, будь весел», когда обращался к своим последователям на Западе. Позднее, в 1960-х годах это высказывание печатали на эзотерических игральных картах и постерах. В 1988 году Макферрину попался такой постер, когда он был на квартире джазовой группы Tuck & Patti в Сан-Франциско. Вдохновлённый выразительностью и простотой этой фразы, Макферрин написал ставшую впоследствии знаменитой песню. Она была включена в саундтрек фильма «Коктейль» (1988) и стала хитом следующего года. В интервью журналу USA Weekend Макферрин сказал: «Где бы вы ни увидели постер Мехер Баба, он обычно гласит „Don’t worry, be happy“. Мне кажется, в этих четырёх словах заключена довольно ясная философия».

## Каверы и альтернативные версии
Кроме Макферрина, песню исполняли ещё несколько артистов.
- Анимированная ослица Холли Долли в 2007 году выпустила сингл со своей версией. В частности, с этой песней она достигла 24 места в Швеции[6].
- Группа Katsimihas Brothers[англ.] записала песню на греческом языке с собственным текстом.
- Черногорский музыкант Рамбо Амадеус сделал пародию под названием «Don’t Happy, Be Worry», в которой он критикует оптимизм, царивший на югославской эстраде, когда страна стояла на пороге войны и экономических потрясений.
- Композиция «Fight the Power» хип-хоп-команды Public Enemy также содержит строчку «Don’t Worry, Be Happy».
- Проект Mondo Club в 2001 году записал свой кавер-сингл в исполнении Тревора Тэйлора.
- Михаил Башаков в 2004 году записал пародию «Не парься, будь счастлив»[7].
- Украинская группа Mad Heads XL записала ска-кавер на английском (2005) и украинском (2007) языках. Украиноязычный вариант имеет название «Розслабся, не парся».
- Также песня использовалась в аниматронных музыкальных игрушках, в начале 2000-х годов.
- Нидерландская группа Hermes House Band[англ.] включила свою кавер-версию песни в альбом «Rhythm of the Nineties» (2009).
- В ноябре 2014 года при поддержке фонда Playing For Change (PFC) на канале You Tube вышло в свет флешмоб видео на песню «Don’t Worry, Be Happy», набрав более 20 млн просмотров.[8]

## Фильмы и телевидение
Песня, или её название, часто цитируется в массовой культуре США. Комик Джордж Карлин в своей книге «Napalm and Silly Putty» пишет, что многие американцы были бы готовы принять философию отречения от благ, изложенную в тексте песни. Композицию Макферрина использовали во время президентской избирательной кампании 1988 года, в поддержку кандидата от Республиканской партии Джорджа Буша-старшего, пока автор, убеждённый демократ, не выразил свой протест.
Песня часто используется в саундтреках кино- и телефильмов, в качестве фонового сопровождения разных «светлых», оптимистичных сцен. В качестве примеров можно назвать мультфильмы «Смывайся!» (2006), «ВАЛЛ-И» (2008), и сериалы «Принц из Беверли-Хиллз», «Симпсоны», «Футурама», «Части тела» и «Шоу 70-х». Также, сразу после появления, песня вошла в саундтрек к фильму «Коктейль» (1988). Иногда её используют в ироническом контексте, для оформления шокирующих и брутальных сцен, как, например, в фильмах «Рассвет мертвецов» (2004) и «Морпехи» (2005). Песня звучит в телерекламе Alamo Rent A Car, Walkers и подгузников Huggies.

## Чарты
Песня впервые была представлена публике одновременно с фильмом «Коктейль» в 1988 году, и сразу добралась до 88-го места в рейтинге Billboard Hot 100. Однако в том же году песня была переиздана и 24 сентября 1988 года возглавила этот хит-парад, а также заняла 11-е место в чарте Billboard Hot R&B/Hip-Hop Tracks и 7-е в чарте Billboard Hot Adult Contemporary Tracks. В Великобритании песня поднялась на вторую строчку в UK Singles Chart.